# 炳草岗大桥
炳草岗大桥有时亦简称为炳大桥或炳桥，是中华人民共和国四川省攀枝花市东区的一座公路桥，跨越金沙江，连接北岸弄弄坪片区长寿路街道和南岸炳草岗片区。由於炳草岗大桥北岸邻近枣子坪街道，在规划设计阶段被称為炳枣大桥，至今部分市民仍然使用此名称。

## 历史
攀枝花市是地处横断山脉的金沙江沿岸城市，被山脉和江河隔离成多个片区聚落，交通非常依赖桥梁和隧道。至20世纪末全市共建成11座跨金沙江的桥梁，是金沙江上桥梁最密集的地区。然而这其中只有7座公路桥，而且大部分都出现了不同程度的病害。炳草岗大桥建成以前，弄弄坪片区与市中心炳草岗片区之间没有桥梁直接相连，往来此两地必须绕行渡口大桥。而渡口大桥及周边地带作为攀枝花市三个市辖区之间唯一的交通要冲，道路已经拥挤不堪，城市路网结构亟待改善。炳草岗大桥于1999年1月开工、2001年12月31日建成通车，是攀枝花市在21世纪建成的第一座跨江大桥。桥梁建设过程中，斜拉桥主塔下部曾因建筑质量不合格而炸毁返工。

## 详述

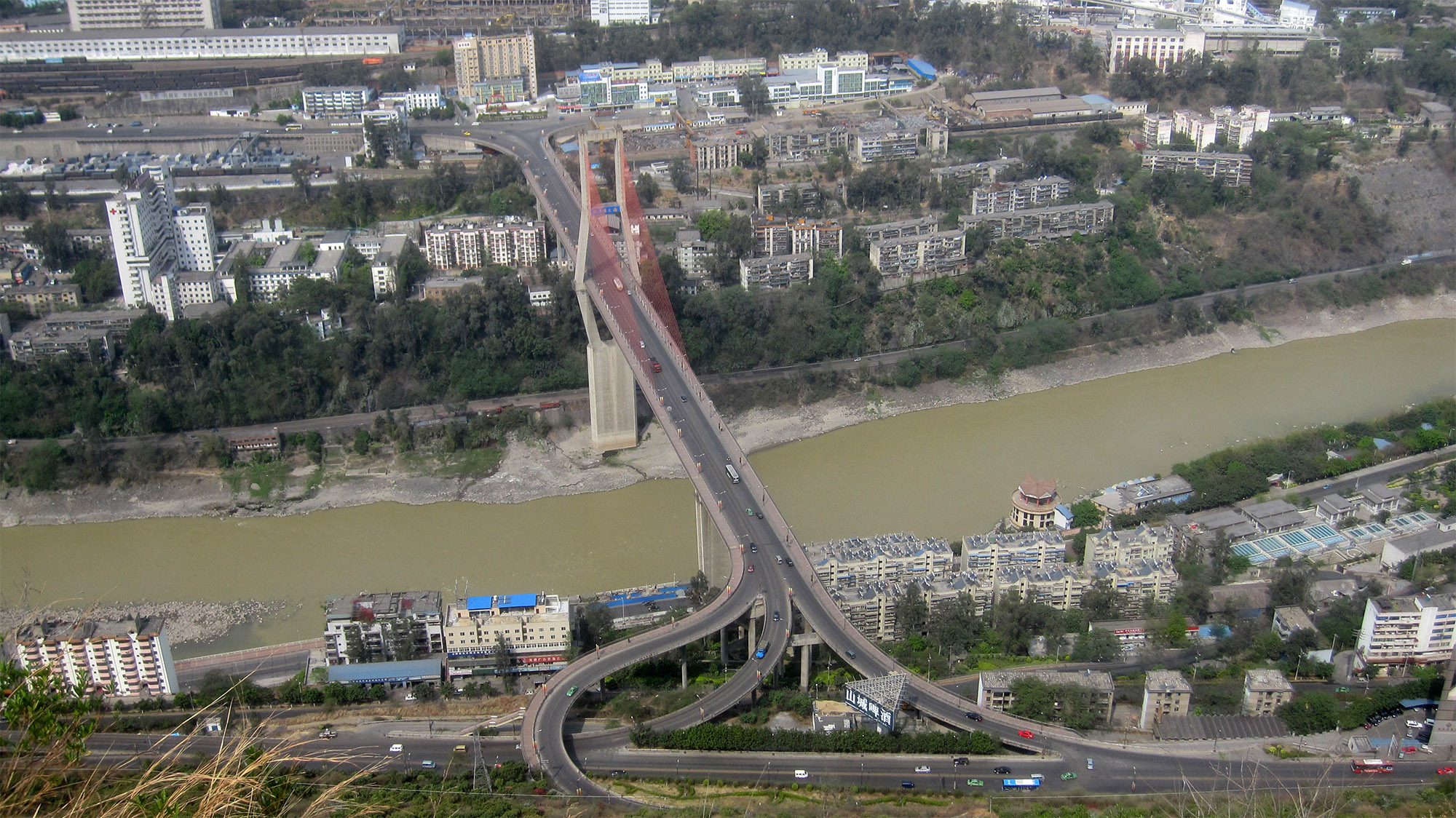
俯瞰炳草岗大桥

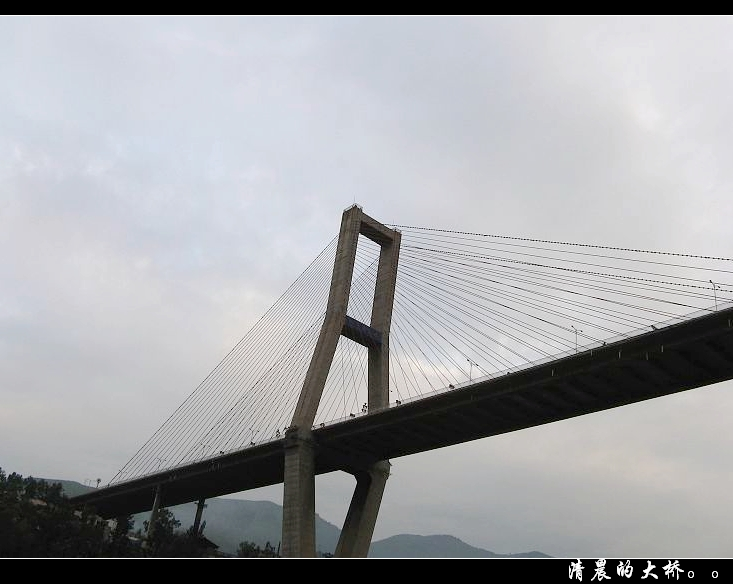
2007年的炳草岗大桥

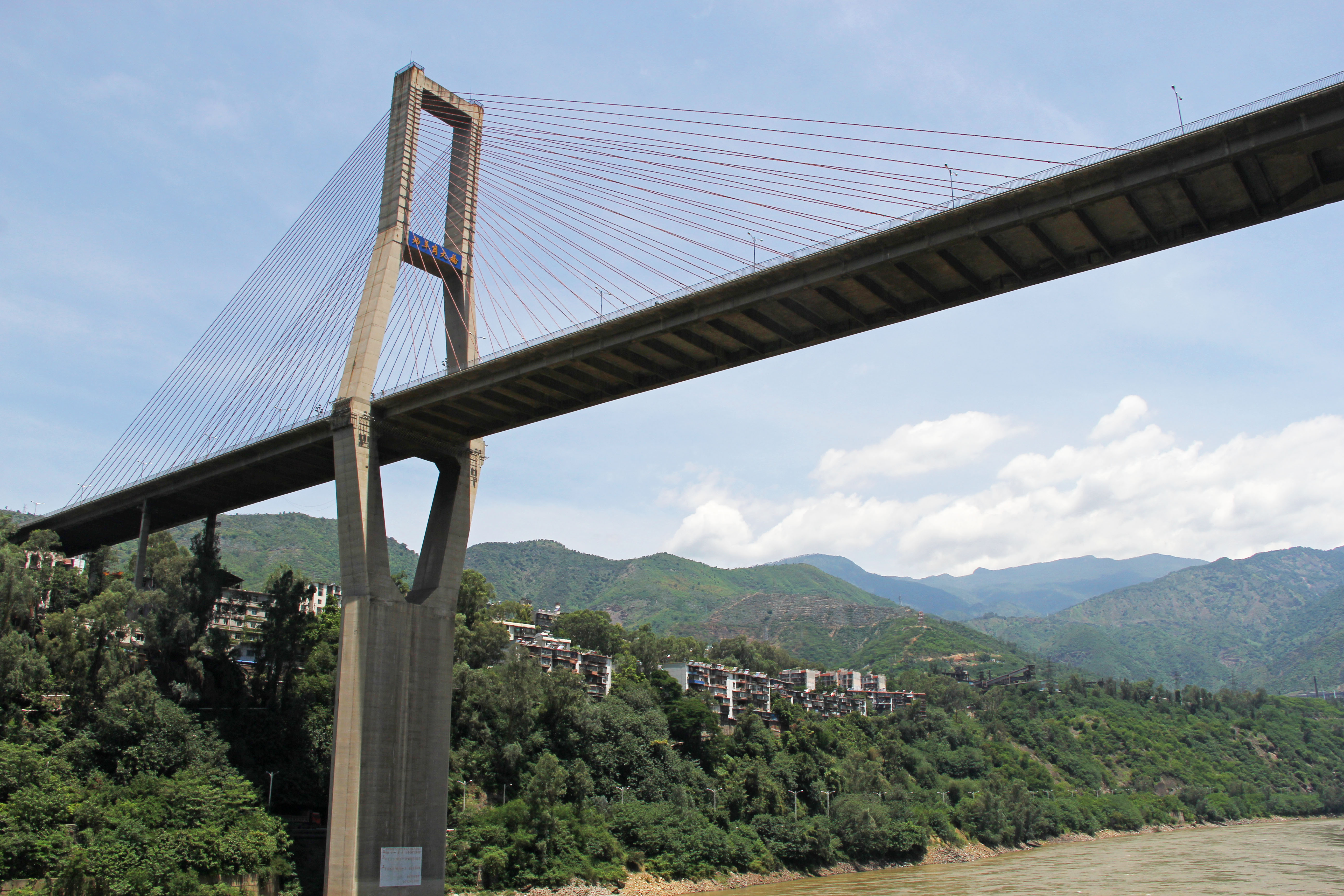
2018年的炳草岗大桥

炳草岗大桥全长516.3米，桥面全宽23.9米，双向四车道。桥梁主体部分由一座单塔双索面斜拉桥和一座T形刚构桥串联而成，由北向南跨径布置为149米+200米+51米（不含桥南立交匝道），中间的200米主跨由斜拉桥和刚构桥共同构成。设计荷载为汽车-超20级，挂车-120级。桥梁工程总投资约2亿元，由四川省交通厅公路规划勘察设计院设计，中铁二局五处和攀枝花桥梁工程公司承建。斜拉桥主塔位于北岸，塔基部位只在雨季涨水时才被淹没。斜拉桥共有23对拉索，双索面共计92根。主塔高180.8米，桥面距离江面约有百米，下方不仅跨越了金沙江，还跨越了多条道路，包括南岸的金沙江大道中段(原滨江大道)和人民街，以及北岸的钢城大道中段(原江北二路)、木棉路末段(原健康路)和成昆铁路渡口支线渡口站。
| 跨径/m     | 体系                 | 索面数 | 梁截面 | 梁高/m | 梁宽/m | 梁的 高跨比 | 梁的 宽跨比 | 索距/m | 塔高/m （桥面以上） |
| ---------- | -------------------- | ------ | ------ | ------ | ------ | ----------- | ----------- | ------ | ------------------- |
| 149+200+51 | 塔梁墩固结 与T构组合 | 2      | 肋板式 | 2.2    | 23.9   | 1/90.9      | 1/8.4       | 6      | 74.5                |

炳草岗大桥承载的弄弄坪东路为城市主干道，在大桥南北两岸通过立交桥与其它道路衔接。南岸立交桥名为“炳草岗大桥南立交”，由大桥直接引出，接入攀枝花大道(原江南三路)，并可经由攀枝花大道主线高架桥连接至人民街，远期还将增建直连人民街的匝道。北岸立交桥连通木棉路(原冶金东街)，立交桥距离炳草岗大桥较远，通过400米长的一段弄弄坪东路主线与大桥衔接，目前此立交桥没有正式名称。
炳草岗大桥所在处的金沙江实际为由南向北流，桥梁呈东西走向。但因金沙江在攀枝花市城区内总体为由西向东流，所以人们习惯称两岸为江北和江南、桥北和桥南，公交车站亦以南北称之。

## 观光
炳草岗大桥180.8米的塔高目前排在世界桥梁结构高度百强之内，2001年末刚建成时在中国内地仅次于徐浦大桥、杨浦大桥、大佛寺长江大桥、南京长江二桥等极个别桥梁的索塔高度。虽然此后快速涌现了大量的高桥，但炳草岗大桥在金沙江峡谷和山城风貌的陪衬下仍然拥有举世无双的观赏性。另外由于炳桥是由斜拉桥和T型刚构组成的非对称式组合体，也使其成为一座独特的桥梁。大桥从2012年12月起加强了夜间景观照明效果。桥上机动车道两侧有人行道，可以步行过桥，乘坐公交车可以抵达桥南或桥北。由于山城不易骑行非机动车，炳草岗大桥与攀枝花市其它桥梁和道路一样未设置非机动车道。

## 相邻道路
| 江北道路                           | 金沙江                                 | 江南道路                             |
| ---------------------------------- | -------------------------------------- | ------------------------------------ |
| 弄弄坪东路/木棉路 曾用名：冶金东街 | 炳草岗大桥 往长寿路街道← →往炳草岗街道 | 攀枝花大道东段/中段 曾用名：江南三路 |

## 公共汽车
炳草岗大桥南北两岸分别有“炳草岗大桥北站”和“炳草岗大桥南站”。目前经过炳草岗大桥的公交线路有：
|                | 在此停靠的公交线路 | 在此停靠的公交线路                |
| -------------- | ------------------ | --------------------------------- |
| 炳草岗大桥北站 | -                  | 5路、11路、13路、32路、34路、66路 |
| 炳草岗大桥南站 | 2路、63路          | 5路、11路、13路、32路、34路、66路 |

炳草岗大桥跨过了两岸多条道路，这些道路上亦有公交车站紧邻大桥，但因不能通达桥面，且车站名称中不含“炳草岗大桥”，故未在此列出。

## 车辆通行费
包括炳草岗大桥在内的整个弄清公路（即弄弄坪路）整体为一个收费还贷公路项目，初期计划设2个收费站，分别在东区炳草岗大桥北和西区凉风坳。此举引起广泛争议，后因两收费站距离不足等原因，收费未及实施即被叫停。炳草岗大桥北收费站建成后又被拆除，凉风坳收费站则尚未建设。2004年，弄清公路被纳入《攀枝花市路桥车辆通行费年费加次费征收管理办法》，从2005年1月1日起与攀枝花市另外3条公路合并收取年费加次费。2009年后随着全国燃油税改革的推进，各地逐渐取消二级及以下公路收费，取消路桥车辆通行费的呼声日高。四川省最终在2013年1月1日0时起取消政府还贷二级公路收费，包含炳草岗大桥在内的攀枝花市路桥车辆通行费正式取消。

## 意义
炳草岗大桥与先期建成的弄清公路（即弄弄坪路）和凉风坳隧道一起，将炳草岗、弄弄坪和西区清香坪串联起来，形成第二条贯穿东西的主干道，改善了城市路网结构。攀枝花市城区依山势而建，各片区聚落高低不一，此前只有经由较低处的道路才能跨越金沙江，炳草岗大桥是首个高空跨江通道，促进了城市交通立体化。

## 还可参见
- 世界最高桥梁列表
- 长江桥隧列表
- 斜拉桥
- 刚构桥